# Sant Andreu del Far
L'església de Sant Andreu del Far és una església parroquial del municipi de Dosrius (Maresme) inclosa en l'Inventari del Patrimoni Arquitectònic Català.

## Descripció
L'edifici actual data del segle xvi i és d'estil gòtic tardà. La façana principal, amb un cos sobresortit, és coronada per un massís campanar de torre quadrada amb dues obertures d'arc rodó. A sota hi ha la porta d'entrada, de llinda recta. La coberta és a dues aigües. La capçalera, exteriorment, és reforçada per diversos contraforts.
Aquesta església forma un petit conjunt rural juntament amb la gran masia de Can Guinard.
L'Església és de nau única orientada de llevant a ponent. Presenta un absis de planta poligonal, amb contraforts laterals i a les arestes. Té dues capelles laterals adossades, a manera de creuer.
La nau és coberta amb tres voltes per aresta gòtica, amb nervis de pedra granítica, i totes les claus de volta estan esculpides, igual que les mènsules d'arrencada dels nervis, les quals representen caps humans. La coberta de la nau és de teula àrab a dues vessants, acabades amb una senzilla imbricació de teula i maó. Les façanes són de paredat comú i arrebossades, i les zones angulars de grossos carreus ben tallats. És coronada per un campanar de planta quadrada, desplaçat cap a l'angle sud-oest, amb dues obertures en arc rebaixat a llevant i a ponent, on hi ha les campanes. El campanar té coberta plana, limitada per una barana amb merlets escalonats de pedra.
A la façana principal hi ha una portada de brancals i llinda plana de pedra, protegida per guardapols, amb un rosetó a sobre.
Al costat sud, tancat per una reixa de ferro forjat, hi ha un reduït cementiri amb nínxols recolzats en el mur de l'església, organitzats en dues fileres de tres pisos. Al costat dels nínxols i perpendicular a la façana sud de l'església, hi ha un altar de pedra, orientat a ponent, protegit per una barbacana a dues aigües, feta amb bigues de fusta i teula àrab i amb una senzilla imbricació de teula.
Sobre l'altar de pedra hi ha una creu de ferro forjat amb un roser que s'hi enfila fins a dalt; al centre de la creu, una corona d'espines, també de ferro forjat.
La paret de darrere de la creu està emmarcada per un esgrafiat a base d'un dibuix geomètric de fons blanc i incisions en color ocre terrós; al fons també hi ha estels. S'hi representa Déu en sa Majestat amb un colom volant al seu costat i, més avall, dos àngels porten una rosa i una llàntia respectivament.
El frontal de l'altar té alguns relleus i inscripcions: a l'esquerra, la inscripció OBIT DEL SEMIER EN PERE BOSCH; al centre, emmarcada en un escut, la inscripció JHS; a la creta, la inscripció WY A 8 : DE DESEMBRE 1578. A la part dreta del peu de l'altar hi ha, en relleu, una creu de braços patents i iguals, com la de la clau de volta de l'interior de l'església. Al costat esquerre, la inscripció XPS (Crist en grec).
A terra, davant de l'altar i de les fileres de nín xols, hi ha la sepultura amb làpida del segon comte de Bell-lloc, amb la inscripció ARNALDO DE MERCADER DE ZUFÍA I SU ESPOSA LINA POZZALI CROTTI, CONDES DE BELLOCH, RIP, amb els escuts de les famílies corresponents entrellaçats.
A la zona central del paviment de la nau hi ha una làpida de pedra de l'enterrament de MONTSERRAT ANTICH ARENAS Y ELS SEUS.

## Història
L'església de Sant Andreu del Far consta, entre la documentació més antiga (1164), com Sant Andreu de "Bona conjuncta". Avançat el segle xvi ja consta com Sant Andreu "del Far" i al segle xvi com "d'Alfar".

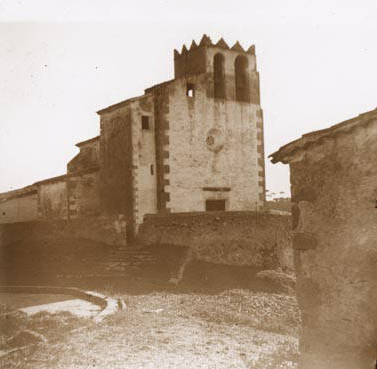
Vista de la rectoria i l'església de Sant Andreu del Far el 1917

Per la seva proximitat a Llinars i pel seu escàs poblament consta com a sufragània de la parròquia de Llinars entre el 1304 i el 1597. Després fou parròquia independent, però del 1919 ençà torna a estar confiada al sector de Llinars del Vallès.
L'any 1164, Bernat de Faro lliurà a l'església de Sant Andreu de Bona Conjuncta part de l'alou que Sanxa de Roca i Guillem de Bell-lloch donaren a dita església.
L'any 1178, Bernat de Faro i Beatriu sa esposa, oferiren a Santa Maria de Llinars la quarta part dels delmes de carn i formatges de la parròquia de Sant Andreu de Bona Conjuncta.
L'any 1186, en una escriptura de concòrdia l'església és anomenada com a Sant Andreu de Mala Conjuncta.
El 1306, mossèn Berenguer Guinart va prendre possessió d'aquesta església i el bisbe la va fer independent de la de Santa Maria de Llinars, però li va assignar algunes obligacions respecte a ella. Després, però, tornaria a ésser sufragània de Llinars.
L'any 1449, consta Miquel Arenes com a propietari del mas que porta el seu nom, dintre de la parròquia de Sant Andreu de Bona Conjuncta.
Dels anys 1535 i 1542 hi ha dos documents on són citats els dos noms “Bona Conjuncta” i “Far”.
L'any 1597, el bisbe Joan Dimes Loris, a instàncies dels parroquians del Far, donà l'autonomia com a parròquia.
L'any 1630 ja se cita únicament la parròquia del Far.
Del 1631 data l'hipogeu de pedra situat a la part central del paviment de la nau, amb la inscripció MONTSERRAT ANTICH ARENAS Y ELS SEUS. Aquesta inscripció podria indicar que, igual que el Santuari del Corredor fou promogut per Salvi Arenas el 1530, la família Arenas, que tenia capella pròpia en la seva casa pairal, fos en part promotora de la construcció del nou edifici de Sant Andreu del Far.
La parròquia del Far no arribava a tenir vint “focs” (o cases), però tenia les masies senyorials de can Bosc, ca l'Arenes i can Guinart, que està situada davant de l'església.
El cementiri proporciona dades de les famílies que s'han anat enterrant a la parròquia del Far, les restes de les quals romanen en nínxols. S'hi troben sis sepultures amb làpides de marbre, d'algunes de les famílies més antigues del lloc: Sebastian Massuet i Família 1876, Pedro Massuet i Família 1883, Tomàs Farrerons y Prat y Família 1885, José Arenas y Família, Andrés Guinart y Família.